# Jan Rudolf Gabryś
Jan Rudolf Gabryś (ur. 1 stycznia 1891 w Krakowie, zm. wiosną 1940 w Charkowie) – podpułkownik dyplomowany piechoty Wojska Polskiego, działacz niepodległościowy, ofiara zbrodni katyńskiej.

## Życiorys
Urodził się 1 stycznia 1891 w Krakowie, w ówczesnym Królestwie Galicji i Lodomerii, w rodzinie Pawła i Marceli z Odziomków (1866–1937). Był starszym bratem Jerzego Karola (1901–1974), podporucznika artylerii pospolitego ruszenia Wojska Polskiego.
W 1910 ukończył naukę w klasie VIIIa i zdał maturę w c. k. Gimnazjum III w Krakowie. 1 października 1910 został powołany do odbycia obowiązkowej służby wojskowej w cesarskiej i królewskiej Armii, w charakterze jednorocznego ochotnika. Służbę pełnił w 4 tyrolskim pułk strzelców cesarskich do 30 września 1911. Został mianowany na stopień kadeta rezerwy piechoty ze starszeństwem z 1 stycznia 1912 i przydzielony w rezerwie do 13 galicyjskiego pułku piechoty w Opawie. W tym oddziale dwukrotnie odbył ćwiczenia rezerwy (od 15 kwietnia do 15 maja 1912 i od 1 do 28 czerwca 1914). Następnie ukończył cztery semestry na Wydziale Prawa Uniwersytetu Jagiellońskiego.
1 sierpnia 1914 został zmobilizowany do 13 pułku piechoty. Dowodził plutonem na froncie rosyjskim I wojny światowej. Na stopień podporucznika został mianowany ze starszeństwem z 1 listopada 1914 w korpusie oficerów rezerwy piechoty. 26 listopada 1914 został ciężko ranny w nogę i pierś. Leczył się w szpitalu rezerwowym w Grazu i Meranie. 1 maja 1915 został przydzielony do batalionu zapasowego 13 pp na stanowisko dowódcy kompanii. Od 2 września 1915 ponownie na froncie dowodził kompanią 13 pp. Przemianowany na oficera zawodowego i awansowany na porucznika ze starszeństwem z 1 maja 1915. 30 sierpnia 1916 został lekko ranny i zachorował na malarię. Leczył się w szpitalu rezerwowym w Badenie k. Wiednia. 1 listopada tego roku, po wyzdrowieniu, wrócił do batalionu zapasowego 13 pp na stanowisko instruktora i kierownika wyszkolenia batalionów marszowych. Od 2 września 1917 znów dowodził kompanią na froncie rosyjskim, a później włoskim. Od 26 maja do 20 sierpnia 1918 był słuchaczem kursu informacyjnego Szkoły Wojennej w Belgradzie (wcześniej ukończył kursy: gazowy, karabinów maszynowych, współpracy z lotnictwem, szturmowy, dowódców kompanii przy niemieckiej armii gen. Litzmanna oraz dowódców batalionów). Od 26 sierpnia do 1 września 1918 dowodził III batalionem 13 pp na froncie włoskim. Chory na malarię od 2 do 30 września 1918 przebywał w szpitalu w Moście. Kierował pracą niepodległościową wśród Polaków – oficerów i żołnierzy 13 pułku piechoty.
1 listopada 1918 został przyjęty do Wojska Polskiego i przydzielony do 13 pułku piechoty na stanowisko adiutanta. Od 30 lipca 1919 pełnił służbę w Oddziale V Naczelnego Dowództwa Wojska Polskiego na stanowisku naczelnika wydziału, a następnie szefa Sekcji „G”. 1 grudnia 1919 został mianowany z dniem 1 grudnia tego roku kapitanem w piechocie. Od 29 sierpnia do 18 września 1920 pełnił obowiązki dowódcy 13 pułku piechoty. 16 września 1920 dowodził pułkiem w bitwie pod Dytiatynem, nazwanej „Polskimi Termopilami” i upamiętnionej na płycie Grobu Nieznanego Żołnierza w Warszawie. Za błędy w dowodzeniu, które przyczyniły się do porażki i rozbicia polskich oddziałów, dwa dni po bitwie Gabryś został zdjęty z dowodzenia 13 pułkiem. Od 19 września do 16 października 1920 był więziony przy Dowództwie 8 Dywizji Piechoty i we Lwowie, a następnie pozostawał bez przydziału. 31 lipca 1923 minister spraw wojskowych, generał broni Stanisław Szeptycki sporządził wniosek na odznaczenie majora Gabrysia Orderem Virtuti Militari, w którym napisał:

w dniu 16 września 1920 kapitan, obecnie major Sztabu Generalnego Jan Gabryś, były dowódca 13 pułku piechoty, wykonując nakazany marsz odwrotowy w kierunku na Rudniki we Wschodniej Małopolsce, osiągnął kotę 385. W tym czasie silne kolumny wojsk nieprzyjacielskich znajdowały się na tyłach względnie lewej flance 13 pp, zagrażając bezpośrednio lewej flance względnie tyłom 8 Dywizji Piechoty. Mjr Szt. Gen. Jan Gabryś maszerował z III batalionem 13 pp, stanowiącym główną siłę kolumny. Na wymienionym wyżej miejscu napotkał silnego nieprzyjaciela. Mimo nader niekorzystnych dla siebie warunków, tak terenowych, jak i co do liczebności sił własnych w stosunku do nieprzyjacielskich mjr Szt. Gen. Jan Gabryś powziął decyzję przyjęcia walki celem odrzucenia względnie choć powstrzymania nieprzyjaciela, by w ten sposób umożliwić planowaną akcję własnych oddziałów. Przyjęta w tych warunkach walka przyniosła dla oddziału mjr. Szt. Gen. Gabrysia duże straty w ludziach i materiale, ale jej cel taktyczny został osiągnięty i to dzięki dzielności oddziału jak i przede wszystkim osobistej odwadze, dzielności i poświęceniu ze strony mjr. Szt. Gen. Gabrysia. Opisana akcja z powodu poniesionych w niej strat – stała się powodem aresztowania mjr. Szt. Gen. Gabrysia i dochodzeń sądowych, a wreszcie zbadana została przez Najwyższą Wojskową Komisję Opiniującą, która orzekła, że aresztowanie i dochodzenie sądowe było nieusprawiedliwione oraz celem dania rehabilitacji mjr. Szt. Gen. Gabrysiowi zaproponowała go do odznaczenia za decyzję przyjęcia walki z przeważającymi siłami nieprzyjacielskimi oraz za waleczność i męstwo, okazane w opisanej walce. Popierając ten wniosek proszę o odznaczenie mjr. Szt. Gen. Gabrysia Orderem Wojskowym Virtuti Militari.

3 sierpnia 1923 szef Gabinetu MSWojsk., generał brygady Edward Szpakowski przesłał wniosek do Kapituły Orderu Virtuti Militari. Cztery dni później wniosek trafił do Adiutantury Generalnej Naczelnego Wodza.
3 marca 1921 został odkomenderowany na kurs doszkolenia dla oficerów Sztabu Generalnego. 28 marca tego roku, po ukończeniu kursu, został kierownikiem kancelarii osobistej szefa Sztabu Generalnego. 22 kwietnia 1921 został przydzielony do Inspektoratu Armii Nr II na stanowisko referenta. 1 listopada 1921 został odkomenderowany do Wyższej Szkoły Wojennej w Warszawie, w charakterze słuchacza kursu doszkolenia. 3 maja 1922 został zweryfikowany w stopniu majora ze starszeństwem z dniem 1 czerwca 1919 i 301. lokatą w korpusie oficerów piechoty. We wrześniu 1922, po ukończeniu kursu i uzyskaniu „pełnych kwalifikacji do pełnienia służby na stanowiskach Sztabu Generalnego” został przydzielony do Dowództwa Okręgu Korpusu Nr V w Krakowie na stanowisko szefa Oddziału III Wyszkolenia. Pełniąc służbę w sztabie DOK V pozostawał w ewidencji 44 pułku piechoty w Równem. 1 grudnia 1924 awansował na podpułkownika ze starszeństwem z dniem 15 sierpnia 1924 i 86. lokatą w korpusie oficerów piechoty (w marcu 1939, w tym samym stopniu i starszeństwie zajmował 1. lokatę). 14 listopada 1925 został przesunięty na stanowisko szefa Oddziału Ogólnego DOK V. Od 31 października 1926 pełnił  obowiązki szefa sztabu DOK V. 15 stycznia 1927 został przeniesiony do Biura Ogólno Administracyjnego Ministerstwa Spraw Wojskowych w Warszawie. W kwietniu 1928 został wyznaczony na stanowisko zastępcy dowódcy 32 pułku piechoty w Modlinie. 30 maja tego roku, po dwutygodniowym urlopie przeniesieniowym, objął obowiązki zastępcy dowódcy pułku. Od 18 kwietnia do 11 maja 1929 był słuchaczem kursu informacyjnego dla dowódców pułków w Centralnej Szkole Strzelniczej w Toruniu. Od 9 listopada 1930 do 2 lutego 1931 oraz od 8 maja do 31 lipca 1931 czasowo pełnił obowiązki dowódcy pułku. Z dniem 1 kwietnia 1932 został wyznaczony na stanowisko komendanta Powiatowej Komendy Uzupełnień Jarocin. Na wspomniane stanowisko został wyznaczony „na skutek kilkakrotnego ominięcia go przez Pana Marszałka przy obsadzaniu stanowisk dowódców pułków”. W listopadzie 1933 został przeniesiony do Dowództwa Okręgu Korpusu Nr IV w Łodzi na stanowisko kierownika Okręgowego Urzędu Wychowania Fizycznego i Przysposobienia Wojskowego. 4 września 1937 objął dowództwo Śląsko-Cieszyńskiej Brygady Obrony Narodowej w Bielsku. 18 października 1938 bezpośredni przełożony podpułkownika Gabrysia – dowódca Górnośląskiej Brygady Obrony Narodowej, pułkownik Józef Giza w „rocznej liście kwalifikacyjnej” napisał o nim między innymi: „żonaty, bezdzietny. Ma na utrzymaniu bratanka i posyła go do szkoły powszechnej w Bielsku. Pomaga rodzinie. Żyje bardzo oszczędnie ale stosownie do stanowiska. Długów nie ma. Chory na serce i musi na siebie uważać. Żona zdrowa. Stosunki materialne i zdrowotne nie wpływają na spełnianie obowiązków służbowych”.
Na czele brygady wziął udział w akcji zajęcia Zaolzia, a następnie obowiązki dowódcy brygady łączył z funkcją komendanta miasta Cieszyna. 11 lipca 1939 zastąpił płk. Stanisława Dąbka na stanowisku dowódcy 52 pułku piechoty w Złoczowie. Na czele tego oddziału walczył w kampanii wrześniowej.
Po agresji ZSRR na Polskę dostał się do niewoli sowieckiej. Przebywał w obozie w Starobielsku. Wiosną 1940 został zamordowany przez funkcjonariuszy NKWD w Charkowie i pogrzebany w Piatichatkach, gdzie od 17 czerwca 2000 mieści się oficjalnie Cmentarz Ofiar Totalitaryzmu w Charkowie. 
Był żonaty z Michaliną z Chrabąszczów (1894–1948), która została pochowana na cmentarzu w Starym Sączu. Jest to także grób symboliczny pułkownika Gabrysia. 
Postanowieniem nr 112-48-07 Prezydenta RP Lecha Kaczyńskiego z 5 października 2007 został awansowany pośmiertnie na stopień generała brygady. Awans został ogłoszony 9 listopada 2007 w Warszawie, w trakcie uroczystości „Katyń Pamiętamy – Uczcijmy Pamięć Bohaterów”.

## Ordery i odznaczenia
- Krzyż Kawalerski Orderu Odrodzenia Polski 11 listopada 1935 „za zasługi w służbie wojskowej”[63][64]
- Złoty Krzyż Zasługi po raz drugi – 18 lutego 1939 „za zasługi w służbie wojskowej”[65][66][67]
- Złoty Krzyż Zasługi po raz pierwszy – 2 sierpnia 1928 „za zasługi na polu organizacji i administracji wojska”[68][69]
- Medal Niepodległości – 4 listopada 1933 „za pracę w dziele odzyskania niepodległości[70][71][7][72]
- Krzyż na Śląskiej Wstędze Waleczności i Zasługi nr 1543 – 1926[73]
- Medal Pamiątkowy za Wojnę 1918–1921 – 11 listopada 1928[74]
- Medal Dziesięciolecia Odzyskanej Niepodległości – 11 listopada 1928[74]
- Brązowy Medal za Długoletnią Służbę – 10 maja 1938[75]
- Medal 3 Maja nr 3132 – 3 maja 1925[73]
- Krzyż Legionowy nr 3713[76]
- Odznaka pamiątkowa Naczelnego Dowództwa Wojsk Polskich[77]
- Odznaka Pamiątkowa Więźniów Ideowych nr 2608[78][79]
- Państwowa Odznaka Sportowa

4 kwietnia 1938 Komitet Krzyża i Medalu Niepodległości ponownie rozpatrzył wniosek ppłk. Gabrysia, lecz Krzyża Niepodległości nie przyznał.
austro-węgierskie
- Krzyż Zasługi Wojskowej 3 klasy z dekoracją wojenną i mieczami[80]
- Brązowy Medal Zasługi Wojskowej z mieczami na wstążce Krzyża Zasługi Wojskowej[80]
- Brązowy Medal Waleczności[77]
- Krzyż Wojskowy Karola[80]
- Medal Rannych[57]

## Twórczość
- Bój pod Dytjatynem (W 10-tą rocznicę). „Polska Zbrojna”. 255, s. 4, 1930-09-17. Warszawa.
- Bój pod Dytjatynem (W 10-tą rocznicę) (Dokończenie). „Polska Zbrojna”. 256, s. 3, 1930-09-18. Warszawa.
- Bój pod Dytjatynem. „Przegląd Piechoty”. 10, s. 433–466, 1933. Warszawa.